# Alireza Jahanbakhsh
Alireza Jahanbakhsh (persan : علیرضا جهانبخش, Aliréza Djahanbakhch), né le 11 août 1993 à Djirandeh en Iran, est un footballeur international iranien qui joue au poste d'ailier droit.

## Biographie

### Carrière en club
Lors de la saison 2017-2018, il inscrit 21 buts dans le championnat des Pays-Bas, ce qui fait de lui le premier joueur asiatique à se classer meilleur buteur d'un grand championnat européen. Il est notamment l'auteur cette saison-là, de deux triplés, et un doublé.
Il rejoint le club de Brighton & Hove Albion le 25 juillet 2018, contre une somme record du club de 19 millions d'euros. La durée de son contrat est de cinq années.

### Carrière internationale

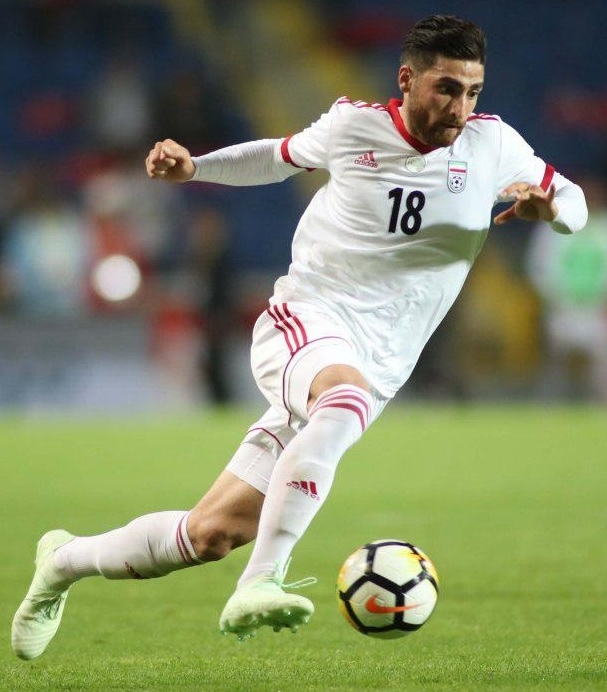
Sous les couleurs de l'équipe d'Iran.

Avec l'équipe d'Iran des moins de 19 ans, il participe au championnat d'Asie des nations des moins de 19 ans en 2012. Lors de cette compétition, il est titulaire et officie comme capitaine. Il marque un but contre les Émirats arabes unis lors du premier tour, puis à nouveau lors du match perdu face à la Corée du Sud en quart de finale.
Il joue son premier match en équipe d'Iran le 15 octobre 2013, contre la Thaïlande (victoire 2-1). Il inscrit son premier but un mois plus tard, contre cette même équipe (victoire 0-3).
Il participe ensuite à la Coupe du monde 2014 organisée au Brésil. Il joue trois matchs lors de ce tournoi, qui voit l'Iran ne pas dépasser le premier tour, avec deux défaites et un nul.
L'année suivante, il dispute la Coupe d'Asie des nations 2015 qui se déroule en Australie. Cette compétition voit l'Iran s'incliner en quart de finale face à l'Irak après une longue séance de tirs au but.
Par la suite, le 4 juin 2018, il fait partie de la liste des 23 joueurs iraniens sélectionnés pour disputer la Coupe du monde qui se déroule en Russie. Lors de ce mondial, il joue trois matchs. L'Iran enregistre une victoire face au Maroc, mais cela ne suffit pas aux joueurs iraniens pour passer le premier tour.
Il participe ensuite à la Coupe d'Asie des nations 2019 organisée aux Émirats arabes unis. Lors de cette compétition, il inscrit un but contre l'équipe d'Oman en huitièmes de finale. 
En septembre 2022, il a été sélectionné par Carlos Queiroz (actuel sélectionneur de l'Iran) parmi l'effectif des 23 joueurs pour défendre les couleurs du pays lors de la Coupe du monde 2022, qui se tiendra en novembre au Qatar. Pour sa troisième participation à la Coupe du monde, il affrontera avec ses coéquipiers l'équipe d'Angleterre le 21 novembre 2022.
Le 13 novembre 2022, il est sélectionné par Carlos Queiroz pour participer à la Coupe du monde 2022.

## Statistiques

### Carrière
Le tableau ci-dessous récapitule les statistiques en match officiel d'Alireza Jahanbakhsh :
| Saison                | Club                   | Championnat           | Championnat | Championnat | Coupe nationale | Coupe nationale | Coupe de la Ligue | Coupe de la Ligue | Compétition(s) continentale(s) | Compétition(s) continentale(s) | Compétition(s) continentale(s) | Total | Total |
| Saison                | Club                   | Division              | M.          | B.          | M.              | B.              | M.                | B.                | Comp.                          | M.                             | B.                             | M.    | B.    |
| 2010-2011             | Damash Téhéran (en)    | League 2 (en)         | 12          | 0           | -               | -               | -                 | -                 | -                              | -                              | -                              | 12    | 0     |
| Sous-total            | Sous-total             | Sous-total            | 12          | 0           | -               | -               | -                 | -                 | -                              | -                              | -                              | 12    | 0     |
| 2011-2012             | Damash Gilan (en)      | Pro League            | 16          | 2           | 2               | 0               | -                 | -                 | -                              | -                              | -                              | 18    | 2     |
| 2012-2013             | Damash Gilan (en)      | Pro League            | 28          | 8           | 4               | 1               | -                 | -                 | -                              | -                              | -                              | 32    | 9     |
| Sous-total            | Sous-total             | Sous-total            | 44          | 10          | 6               | 1               | -                 | -                 | -                              | -                              | -                              | 50    | 11    |
| 2013-2014             | NEC Nimègue            | Eredivisie            | 27+2        | 5           | 4               | 1               | -                 | -                 | -                              | -                              | -                              | 33    | 6     |
| 2014-2015             | NEC Nimègue            | Eerste Divisie        | 28          | 12          | 3               | 1               | -                 | -                 | -                              | -                              | -                              | 31    | 13    |
| Sous-total            | Sous-total             | Sous-total            | 57          | 17          | 7               | 2               | -                 | -                 | -                              | -                              | -                              | 64    | 19    |
| 2015-2016             | AZ Alkmaar             | Eredivisie            | 23          | 3           | 3               | 0               | -                 | -                 | C3                             | 3                              | 0                              | 29    | 3     |
| 2016-2017             | AZ Alkmaar             | Eredivisie            | 29+1        | 10+1        | 4               | 0               | -                 | -                 | C3                             | 9                              | 1                              | 43    | 12    |
| 2017-2018             | AZ Alkmaar             | Eredivisie            | 33          | 21          | 6               | 1               | -                 | -                 | -                              | -                              | -                              | 39    | 22    |
| Sous-total            | Sous-total             | Sous-total            | 86          | 35          | 13              | 1               | -                 | -                 | -                              | 12                             | 1                              | 111   | 37    |
| 2018-2019             | Brighton & Hove Albion | Premier League        | 19          | 0           | 4               | 0               | 1                 | 0                 | -                              | -                              | -                              | 24    | 0     |
| 2019-2020             | Brighton & Hove Albion | Premier League        | 10          | 2           | 1               | 0               | 1                 | 0                 | -                              | -                              | -                              | 12    | 2     |
| 2020-2021             | Brighton & Hove Albion | Premier League        | 21          | 0           | 1               | 0               | 3                 | 2                 | -                              | -                              | -                              | 25    | 2     |
| Sous-total            | Sous-total             | Sous-total            | 50          | 2           | 6               | 0               | 5                 | 2                 | -                              | -                              | -                              | 61    | 4     |
| 2021-2022             | Feyenoord Rotterdam    | Eredivisie            | 27          | 4           | 1               | 0               | -                 | -                 | C4                             | 14                             | 4                              | 42    | 8     |
| 2022-2023             | Feyenoord Rotterdam    | Eredivisie            | 28          | 5           | 4               | 0               | -                 | -                 | C3                             | 9                              | 3                              | 41    | 8     |
| 2023-2024             | Feyenoord Rotterdam    | Eredivisie            | 9           | 0           | -               | -               | -                 | -                 | C1                             | 4                              | 1                              | 13    | 1     |
| Sous-total            | Sous-total             | Sous-total            | 64          | 11          | 5               | 0               | 0                 | 0                 | -                              | 27                             | 8                              | 96    | 19    |
| Total sur la carrière | Total sur la carrière  | Total sur la carrière | 313         | 75          | 37              | 4               | 5                 | 2                 | -                              | 38                             | 9                              | 393   | 90    |

### Buts en sélection
| No | Date               | Lieu                                                     | Adversaire | Résultat | Compétition                                          |
| -- | ------------------ | -------------------------------------------------------- | ---------- | -------- | ---------------------------------------------------- |
| 1  | 15 novembre 2013   | Stade Rajamangala, Bangkok, Thaïlande                    | Thaïlande  | 3-0      | Qualifications de la Coupe d'Asie 2015               |
| 2  | 24 mars 2016       | Stade Azadi, Téhéran, Iran                               | Inde       | 4-0      | Qualifications de la Coupe du monde de football 2018 |
| 3  | 1er septembre 2016 | Stade Azadi, Téhéran, Iran                               | Qatar      | 2-0      | Qualifications de la Coupe du monde de football 2018 |
| 4  | 13 novembre 2017   | Stade de Goffert, Nimègue, Pays-Bas                      | Venezuela  | 1-0      | Match amical                                         |
| 5  | 16 octobre 2018    | Stade Azadi, Téhéran, Iran                               | Bolivie    | 2-1      | Match amical                                         |
| 6  | 20 janvier 2019    | Stade Mohammed-Bin-Zayed, Abou Dabi, Émirats arabes unis | Oman       | 2-0      | Coupe d'Asie des nations 2019                        |

## Palmarès

### En club
| NEC Nimègue - Championnat des Pays-Bas D2 - Champion en 2015 |

### En sélection
| Iran -20 ans - Championnat d'Asie du Sud-Est des moins de 19 ans (en) - Champion en 2012 (en) |

### Distinctions personnelles
- Co-meilleur buteur du Championnat d'Asie du Sud-Est des moins de 19 ans 2012 (en) (4 buts), avec Sardar Azmoun
- Meilleur joueur de la première partie de saison d'Eerste Divisie en 2014[10]
- Meilleur joueur d'Eerste Divisie en 2015 [11],[12]
- Meilleur buteur d'Eredivisie en 2018 (21 buts)